# 安东内洛·里瓦
安东内洛·里瓦（義大利語：Antonello Riva，1962年2月28日—），意大利男子篮球运动员。他曾代表意大利获得1984年夏季奥运会篮球比赛男子第五名。他也曾在欧洲篮球锦标赛上获得一枚金牌和一枚银牌。